# NGC 6566
NGC 6566 (również PGC 61418) – galaktyka eliptyczna (E?), znajdująca się w gwiazdozbiorze Smoka. Odkrył ją Heinrich Louis d’Arrest 27 października 1861 roku.